# Fernando Guerrero
Fernando Alexandro Guerrero Vásquez (1989. szeptember 30., Quito, Ecuador) ecuadori labdarúgó, aki jelenleg a Burnleyben játszik az Independiente del Vallétól kölcsönben.

## Pályafutása

### Real Madrid
Guerrero gyerekkorában szüleivel együtt Spanyolországba költözött. A Real Madrid C-ben kezdett el futballozni, majd 2007-ben a Castillához került, ahol két évet töltött el. 2008-ban kölcsönvette az ecuadori Emelec.

### Independiente del Valle
2009 nyarán az Independiente del Valléhoz igazolt. Július 15-én próbajátékra hívta a Burnley. Owen Coyle menedzser azt mondta, akár 2 millió fontot is fizetne a játékosért, ha meggyőzően teljesítene. Első barátságos meccsen kiharcolt, majd érvényesített egy büntetőt. A találkozó után Coyle és Chris Eagles is megdicsérte gyorsasága és elszántsága miatt.
2009. augusztus 6-án a Burnley bejelentette, hogy a teljes 2009/10-es szezonra kölcsönvette Guerrerót. A Premier League-ben a Stoke City ellen debütált.

## Válogatott
Guerrerót 2007. január 21-én, Svédország ellen hívták be először az ecuadori válogatottba. Eddig összesen kétszer szerepelt a nemzeti csapatban.

## Külső hivatkozások
- Fernando Guerrero pályafutásának statisztikái a Soccerbase oldalon (angolul)

- Fernando Guerrero adatlapja a Burnley honlapján

## Fordítás
- Ez a szócikk részben vagy egészben  a   Fernando Guerrero című angol Wikipédia-szócikk fordításán alapul.  Az eredeti cikk szerkesztőit annak laptörténete sorolja fel. Ez a jelzés csupán a megfogalmazás eredetét és a szerzői jogokat jelzi, nem szolgál a cikkben szereplő információk forrásmegjelöléseként.